# La congiura dei Fieschi
Pour plus de détails, voir Fiche technique et Distribution.
La congiura dei Fieschi (littéralement Le Complot des Fieschi) est un film italien réalisé par Ugo Falena, sorti en 1921.
Ce film muet en noir et blanc est l'adaptation cinématographique d'une pièce de Friedrich von Schiller, Die Verschwörung des Fiesco zu Genua (1782), qui met en scène le noble génois Gian Luigi Fieschi qui, au XVIe siècle, conspira contre Andrea Doria qui exerçait le pouvoir suprême à Gênes.

## Fiche technique
- Titre original : La congiura dei Fieschi
- Réalisation : Ugo Falena
- Scénario : Ugo Falena
- Histoire : Friedrich von Schiller, d'après son œuvre Die Verschwörung des Fiesco zu Genua (« Le complot de Fiesco à Gênes »)
- Directeur de la photographie : Goffredo Savi
- Scénographie : Otha Sforza
- Société de production : Film d'Arte Italiana
- Société de distribution : Film d'Arte Italiana & Unione Cinematografica Italiana (Italie)
- Pays d'origine :  Royaume d'Italie
- Langue : italien
- Format : Noir et blanc – 1,33:1 – 35 mm – Muet
- Genre : film historique
- Longueur de pellicule : 1 435 m (5 bobines)
- Durée : 52 minutes
- Année : 1921
- Dates de sortie :
  -  Royaume d'Italie : octobre 1921

## Distribution
- Goffredo D'Andrea (en) : Fiesco
- Ester Foglia
- Silvia Malinverni
- Raffaello Mariani
- Ignazio Mascalchi
- Jone Morino
- Gaetano Nobile
- Franco Piersanti
- Pisanelli-Mori
- Filippo Ricci
- Alec Sandro (Alexandre de Spengler)